# Haplogroupe L0 (ADNmt)

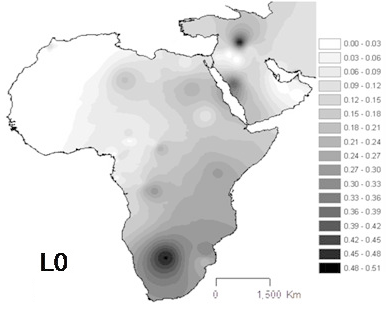
Distribution spatiale de l'haplogroupe L0 en Afrique

L'haplogroupe L0 est un haplogroupe d'ADN mitochondrial humain (ADNmt). C'est le plus basal des haplogroupes mitochondriaux. On le trouve principalement dans les populations khoïsans d'Afrique australe et dans les populations voisines.

## Origine
L0 est l'une des deux branches du dernier ancêtre matrilinéaire commun (DAMC), avec son groupe-frère composé des haplogroupes L1 à L6.

## Sous-clades
L'haplogroupe L0 compte cinq branches principales (L0a, L0b, L0d, L0f, L0k). Quatre d'entre elles étaient à l'origine classées comme des sous-clades de L1 : L1a, L1d, L1f et L1k.

## Distribution

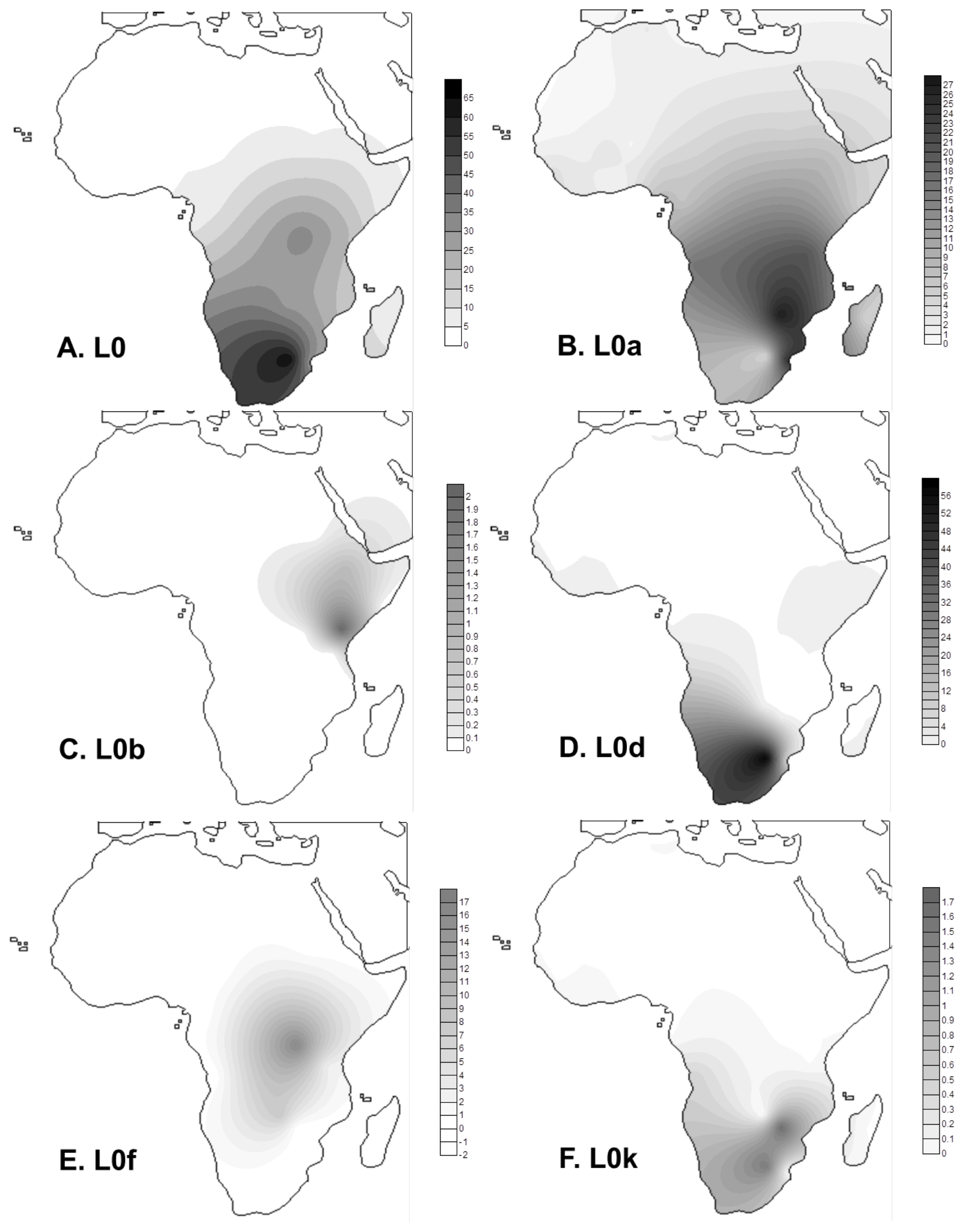
Cartes de fréquences pour L0 (total), L0a, L0b, L0d, L0f et L0k

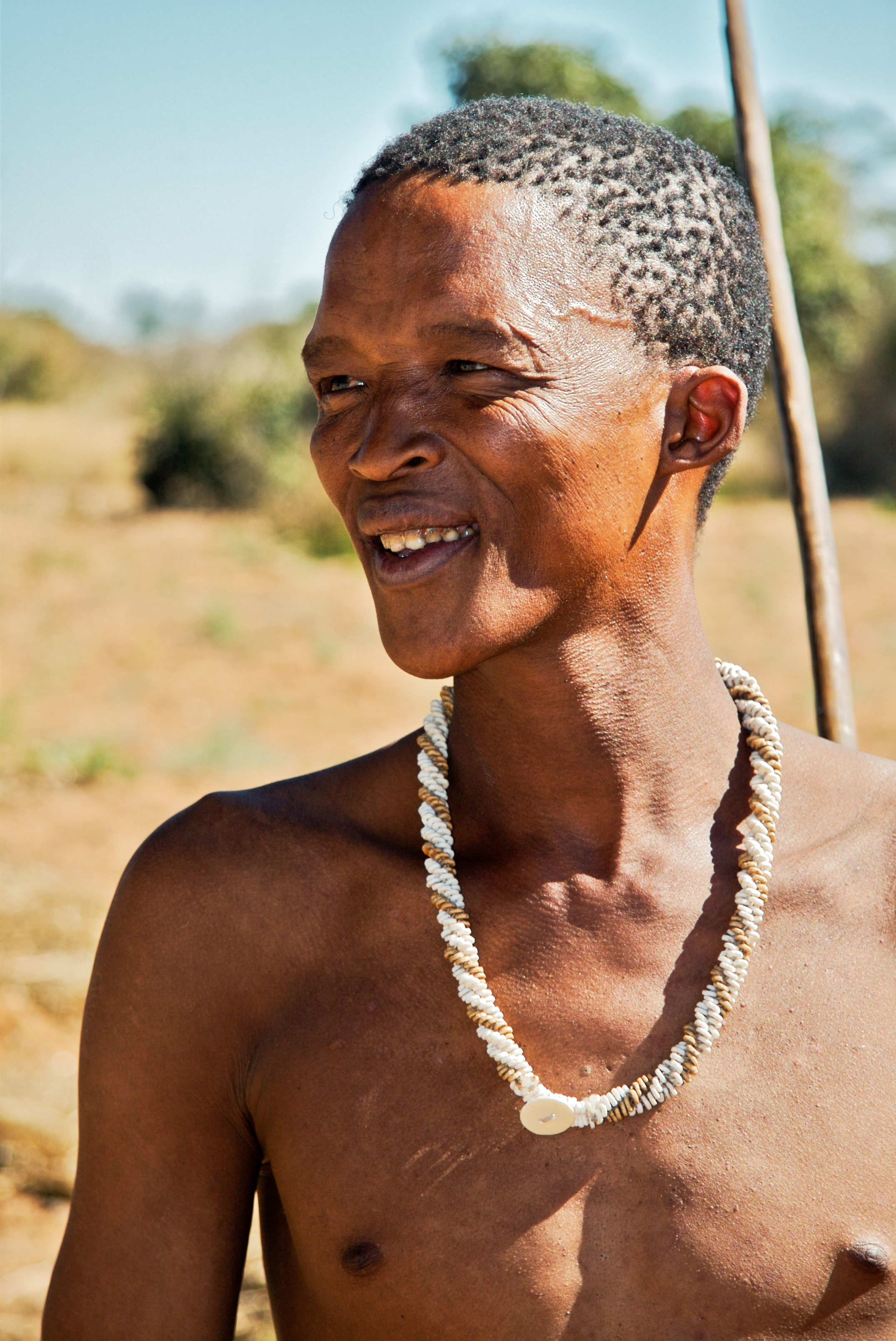
San âgé de 33 ans

L0 se trouve principalement en Afrique subsaharienne. Il atteint sa fréquence la plus élevée dans le peuple khoïsan, à 73 % en moyenne. Certaines des fréquences les plus élevées se trouvent en Namibie (!Xun, 79 %), en Afrique du Sud (Khwe/!Xun, 83 %), et au Botswana (!Kung, 100 %).
L'haplogroupe L0d est le sous-clade le plus basal de L0. On le trouve aux fréquences les plus élevées dans les groupes khoisans d'Afrique australe. L0d est également fréquent dans les populations bantous d'Afrique du Sud, où les fréquences varient de 60 % à 71 %. Cela illustre la contribution maternelle massive des Khoisans aux Bantous d'Afrique du Sud.
L'haplogroupe L0k est le second haplogroupe le plus fréquent dans les groupes khoisans (après L0d) et est rare en dehors de ces populations. Contrairement à l'haplogroupe L0d, l'haplogroupe L0k est rare chez les Bantous d'Afrique du Sud.
L'haplogroupe L0f est présent à des fréquences relativement faibles en Tanzanie, où subsistent des populations de chasseurs-cueilleurs apparentées par la langue aux Khoisans.
L'haplogroupe L0a est le plus répandu des L0 parmi les populations du Sud-Est de l'Afrique (par exemple 25 % au Mozambique). Chez les Guinéens, il a une fréquence comprise entre 1 % et 5 %, le groupe des Balantes affichant une fréquence plus élevée d'environ 11 %. L'haplogroupe L0a a une profondeur d'environ 33 000 ans et a probablement atteint la Guinée il y a 10 000 à 4 000 ans. Il est également souvent observé chez les pygmées Mbuti et Biaka. L0a se trouve à une fréquence de près de 25 % dans l'Hadramaout, au Yémen.